# Шумроватий
Шумроватий (рос. Шумроватый) — хутір у Середньоахтубінському районі Волгоградської області Російської Федерації.
Населення становить 63 особи. Входить до складу муніципального утворення Куйбишевське сільське поселення.

## Історія
Хутір розташований у межах українського історичного та культурного регіону Жовтий Клин.
Згідно із законом від 5 квітня 2005 року № 1040-ОД органом місцевого самоврядування є Куйбишевське сільське поселення.

## Населення
| 2010 |
| ---- |
| 63   |